# Disphragis delira
Disphragis delira är en fjärilsart som beskrevs av William Schaus 1906. Disphragis delira ingår i släktet Disphragis och familjen tandspinnare. Inga underarter finns listade i Catalogue of Life.